# Amblypomacentrus clarus
Amblypomacentrus clarus är en fiskart som beskrevs av Allen och Adrim 2000. Amblypomacentrus clarus ingår i släktet Amblypomacentrus och familjen Pomacentridae. Inga underarter finns listade i Catalogue of Life.